# Khadr Sayed El Touni
Khadr Sayed El Touni (15. marts 1915 – 25. september 1956) var en egyptisk vægtløfter som deltog i de olympiske lege i 1936 i Berlin og 1948 i London.
El Touni blev olympisk mester i vægtløftning under OL 1936 i Berlin. Han vandt i den tredjeletteste klasse, mellemvægt op til 75,0 kg. Det var fem vægtklasser, det samme antal som under de tre foregående olympiske vægtløftningskonkurrencer i Antwerpen, Paris og Los Angeles. Vægtløftningskonkurrencen bestod af tre ulige løft, pres, ryk og stød. El Touni løftede sammenlagt 387,5 kg, ny verdensrekord og 35,0 kg mere end sølvvinderen.

## OL-medaljer
- 1936  Berlin –  Guld i vægtløftning, mellemvægt  Egypten